# 신샹현
신샹현(한국어: 신향현, 중국어: 新乡县, 병음: Xīnxiāng Xiàn)은 중화인민공화국 허난성 신샹시의 현급 행정구역이다. 북하남평원의 중심에 위치한다. 북쪽으로 타이항산맥, 남쪽으로 황하가 있다. 넓이는 365km2이고, 인구는 2007년 기준으로 330,000명이다.
현의 역사는 수나라 때로 거슬러 올라간다.

## 기후
연평균 기온은 14°C이고 연평균 강수량은 606.7mm이다.

## 행정 구역
6개 진, 1개 향을 관할한다.
- 진: 翟坡镇, 小冀镇, 七里营镇, 郎公庙镇, 古固寨镇, 大召营镇.
- 향: 合河乡.